# Kytice
Kytice z pověstí národních (Un ramo de leyendas populares), también conocido por el título corto Kytice (en checo ramo de flores), es una colección de baladas por el autor checo Karel Jaromír Erben. La colección fue publicada por primera vez en 1853 y originalmente la componían 12 poemas. Lilie fue añadido a la segunda edición en 1861.
1. Kytice
2. Poklad (Tesoro)
3. Svatební košile (Camisa de bodas)
4. Polednice (Bruja del mediodía)
5. Zlatý kolovrat (La rueca de oro)
6. Štědrý den (Víspera de Navidad)
7. Holoubek (Paloma del bosque o paloma salvaje)
8. Záhořovo lože (La cama de Záhoř)
9. Vodník (El duende de las aguas)
10. Vrba (Sauce)
11. Lilie (Lirio)
12. Dceřina kletba (La maldición de la hija)
13. Věštkyně (La adivina)

## Adaptaciones
La colección Kytice ha servido como inspiración a numerosas obras en diferentes formatos:
Películas
- Kytice (El ramo de flores) (2000) drama checo dirigido por F. A. Brabec que representa 7 de los poemas: Kytice, Vodník, Svatební košile, Polednice, Zlatý kolovrat, Dceřina kletba, Štědrý den
- Svatební košile (1978) corto de animación checo dirigido por Josef Kábrt,
- Svatební košile (1925) película checa dirigida y protagonizada por Theodor Pištěk

Música
- Svatební košile (El Fantasma de la Novia), balada, para soprano, tenor, bajo, coro y orquesta, Op. 69, B. 135 (1884) de Antonín Dvořák
- Svatební košile (El Fantasma de la Novia), balada, para soprano, tenor, bajo, coro mixto y orquesta, H. 214 I (1932) de Bohuslav Martinů
- Polednice (La bruja del mediodía, o El Día de Brujas), poema sinfónico para orquesta, Op. 108, B. 196 (1896) de Antonín Dvořák
- Zlatý kolovrat (La rueca de oro), poema sinfónico para orquesta, Op. 109, 197 B. (1896) de Antonín Dvořák
- Štědrý den, melodrama para narrador y piano o orquesta, Op. 9, H. 198 (1874, 1899) de Zdeněk Fibich
- Holoubek (La paloma del bosque), poema sinfónico para orquesta, Op. 110, B. 198 (1896) de Antonín Dvořák
- Vodník (El duende de agua), poema sinfónico para orquesta, Op. 107, B. 195 (1896) de Antonín Dvořák
- Vodník, melodrama para narrador y orquesta, Op. 15, H. 267 (1883), de Zdeněk Fibich
- Lilie, melodrama de Otakar Ostrčil
- Lilie, melodrama para narrador y piano a 4 manos, Op. 23 de Eugen Miroslav Rutte

Opera
- Vodník, ópera en 4 actos (1937) de Boleslav Vomáčka; libreto escrito por Adolf Wenig

Teatro
- Kytice, 1972, teatro musical, adaptación de Jiří Suchý y Fernando Havlík (música), una de las piezas más populares del teatro Semafor[1]